# 彗星列表

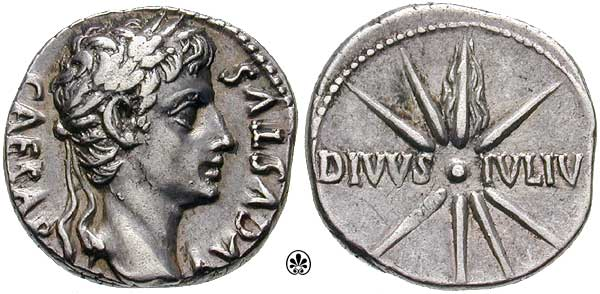
一枚硬幣顯示凱撒彗星的尾巴向上，是一顆有八條射線的恆星。

非週期性的彗星只會出現一次。它們通常位於近抛物線軌道上，如果可能的話，數千年內都不會回到太陽附近。
週期彗星通常有細長的橢圓軌道，並且可能在幾十年後就會返回太陽附近。
非週期彗星的官方名稱以「C」開頭；週期彗星的名字以「P」開頭，或者以數字開頭，後面緊跟著一個「P」。已經丟失或消失的彗星以「D」字開頭。軌道尚未確定的彗星以「X」前綴表示。

## 列表
- 以類型區分的彗星列表（英语：List of comets by type）
- 太空船拜訪過的彗星列表（英语：List of comets visited by spacecraft）
- 軌道未確定的彗星列表（英语：List of comets with no meaningful orbit）
- 大彗星列表
- 哈雷型彗星列表
- 雙曲線彗星列表（英语：List of hyperbolic comets）
- 長週期彗星列表（英语：List of long-period comets）
- 非週期彗星列表
- 近拋物線彗星列表
- 已編號彗星列表（英语：List of numbered comets）
- 週期彗星列表

## 外埔連結
- Bright Comet Chronicles （页面存档备份，存于）
- 1994 Resolution about comet names （页面存档备份，存于）
- Comets currently above mag. 12 （页面存档备份，存于） - Heavens-Above

|  | 本条目是天文相关列表索引。 |